# Альборада
Альборада (исп. alborada, от исп. alba — «рассвет», «утренняя заря»), также обада (фр. aubade), утренняя серенада, — изначально: утренняя песня прощания трубадура (миннезингера) со своей возлюбленной; в таком «старинном» смысле альборада является противоположностью (продолжением) серенады — «вечерней песни», исполняемой для возлюбленной с целью произвести на неё впечатление в вечернее или ночное время. Название «альборада» происходит от «альбы» — жанра средневековой лирики, характерной для творчества трубадуров.
Позже термин «альборада» (или, на французский манер, «обада») стали применять к различным музыкальным произведениям, воссоздающим атмосферу раннего утра — рассвета, восхода солнца.
Музыкальные темы различных песен и инструментальных произведений, существовавших изначально в Испании, позже были использованы различными композиторами, особенно во Франции: широко известны музыкальная пьеса для фортепиано Aubade (в русском переводе обычно — «Утренняя серенада») Жоржа Бизе, пьеса для струнных и духовых инструментов Aubade et allegretto Эдуара Лало (1872). Широко известен концерт-балет для фортепиано и 18 инструментов «Утренняя серенада» (Aubade) Франсиса Пуленка (1929).
Среди российских композиторов тему астурийской альборады использовал Николай Римский-Корсаков в своём «Испанском каприччио».